# Матіас Квістгорден
Матіас Дамм Квістгорден (дан. Mathias Damm Kvistgaarden, нар. 15 квітня 2002, Біркеред, Данія) — данський футболіст, нападник клубу «Брондбю».

## Ігрова кар'єра

### Клубна
Матіас Квістгорден народився в одному з районів Копенгагена — Біркереді. Футболом починав займатися у місцевому клубі. В 2013 році футболіст перейшов до молодіжної команди клубу «Люнгбю». А вже через два роки Матіас приєднався до клубної академії «Брондбю», де він пройшов через молодіжні команди всіх вікових категорій.
Вперше Квістгорден був включений до заявки основного складу команди 5 липня 2020 року на матч чемпіонату країни проти «Ольборга», в якому в другому таймі вийшов на заміну. 14 квітня 2022 року також у матчі проти «Ольборга» Квістгорден вперше вийшов на поле у стартовому складі. 29 квітня нападник продовжив чинний контракт з клубом до 2025 року. У травні 2022 року Квістгорден отримав нагороду кращого молодого гравця місяця в чемпіонаті країни.
26 травня 2023 року Квістгорден продовжив контракт з клубом до 2027 року.

### Збірна
В червні 2022 року Матіас Квістгорден дебютував у складі молодіжної збірної Данії.

## Титули
Брондбю
 Чемпіон Данії: 2020/21
Індивідуальні
- Кращий молодий гравець місяця в чемпіонаті Данії: травень 2022, травень 2023[12]
- Гравець місяця в чемпіонаті Данії: жовтень 2023[13]